# Зейнеп Булгакова
Зейне́п Булга́кова (1870 — *) — кримськотатарська просвітниця, перша жінка-мусульманка, що здобула диплом лікаря в Російській імперії.

## Біографія
Народилася у 1870 році в родині придворного Теміршаха Булгакова та Нігяр-ханим. Походила з дворянського роду.
Навчалася у Смольному інституті шляхетних дівчат у Санкт-Петербурзі. За спогадами її правнучки, Рени Тагізаде, Зейнеп Булгакова була улюбленицею імператриці Марії Федорівни.
Після закінчення інституту вступила на Вищі жіночі медичні курси в Санкт-Петербурзі, ставши однією з перших учениць цього закладу. У вересні 1897 року видатний кримськотатарський просвітитель Ісмаїл Гаспринський написав про цей факт у своїй газеті «Терджиман», назвавши навчання жінки-мусульманки на лікаря великим досягненням для кримських татар.
У Санкт-Петербурзі Зейнеп познайомилася зі своїм майбутнім чоловіком — Рустамбеком Султановим, уродженцем Карабаху, який навчався в Технологічному університеті та став інженером-нафтовиком. Після одруження подружжя переїхало до Азербайджану, де у них народилися три доньки: Діляра, Діляфруз та Нігяр-Беїм.
Сім'я пережила революцію та репресії 1937–1938 років. Зейнеп Булгакова до кінця життя сумувала за Кримом. Її правнучка, Рена Тагізаде, яка проживає в Баку, зберегла фотографії та спогади про свою прабабусю.

## Погляди
Зейнеп Булгакова була прогресивною жінкою свого часу, просвітницею, яка вважала, що «призначення жінки — це не лише кухня».